# Vittorio Setti
Vittorio Setti (Pontedera, 8 gennaio 1959) è un ex ciclista su strada italiano.
Professionista nel 1982 e 1983, conta una partecipazione al Giro d'Italia. 

## Carriera
Nato a Pontedera, ma cresciuto a Peccioli, località nota nel ciclismo internazionale per la Coppa Sabatini.
Passista scalatore, corse fra i dilettanti nella seconda metà degli anni '70, vincendo il Trofeo Città di Lucca del 1978.
Nel 1982 passò fra i professionisti con la Selle Italia-Chinol e partecipò al Giro d'Italia, concludendo la corsa al 69º posto. Concluse la carriera professionistica nel 1983, anno in cui arrivò 18º al Giro dell'Etna. 
Successivamente lavora nel settore autotrasporti

## Palmarès
- 1978 (dilettanti)

Trofeo Città di Lucca

## Piazzamenti

### Grandi Giri
- Giro d'Italia

1982: 69º